# هارون ميتشيل
هارون ميتشيل (بالإنجليزية: Aaron Mitchell)‏ (1969 - ) هو ملاكم أمريكي.

## روابط خارجية
- هارون ميتشيل على موقع بوكس ريك (الإنجليزية) (registration required)